# Carlisle (Massachusetts)
Pour les articles homonymes, voir Carlisle (homonymie).
Carlisle est une ville du Comté de Middlesex dans l’État du Massachusetts.
Elle a été incorporée en 1805.
Sa population était de 5 237 habitants en 2020.